# The Twisted Tales of Spike McFang
The Twisted Tales of Spike McFang (超魔界大戦！どらぼっちゃん?, Chō Makai Taisen! Dorabocchan) è un videogioco di ruolo pubblicato nel 1993 per Super Nintendo Entertainment System.
Il titolo è il seguito del platform Makai Prince Dorabocchan (魔界プリンスどらぼっちゃん?) per PC Engine.

## Modalità di gioco
The Twisted Tales of Spike McFang presenta un gameplay lineare in cui il protagonista prende parte ad incontri, ottenendo punti esperienza e denaro da spendere per collezionare carte magiche.